# Miguel Hispano
Miguel Hispano o Miguel el español (? - Roma, 1230), fue un religioso español, quinto Ministro general de la Orden de la Santísima Trinidad y de los Cautivos y redentor general de la misma Orden.

## Biografía
Se puede decir que Miguel el español hizo parte de una segunda generación de trinitarios, la Orden Trinitaria ya se encontraba expandida por casi todo el Mediterráneo, norte de Francia y las islas británicas. En el capítulo general celebrado en Cerfroid en 1227, a la muerte de su predecesor Rogerio Deres, fue elegido como Ministro general. En un documento de su tiempo se le nombra como «Ministro General de toda la Orden de la Santísima Trinidad, de acá y de allá del mar», lo que parece indicar que ya se habían fundado casas en Oriente.
Durante el generalato de Miguel, el rey Fernando III de Castilla, acoge bajo su protección el convento de la Trinidad de Burgos y todas sus posesiones; y el obispo de París concedió bajo donación la casa de San Maturino de esa ciudad, que con el tiempo se convertirá sede del Ministro general y en uno de los conventos más famosos de la Orden, al punto de que los trinitarios en Francia serían conocidos como los «frailes maturinos». También bajo su gobierno de la Orden, la Virgen María fue declarada patrona de la Orden en el capítulo general de Cerfroid de 1230.
Miguel el español emprendió una redención de cautivos en Granada, pero por causa de una revuelta no pudo completarla. Sus últimos días los pasó en Roma, murió en 1230 en el convento de Santo Tomás in Formis, y fue sepultado allí mismo junto a sus dos predecesores san Juan de Mata y Juan Anglicus.